# Карл фон Шенборн-Візентайд
Карл фон Шенборн-Візентайд (нім. Karl von Schönborn-Wiesentheid), повне ім'я Фрідріх Карл Антон фон Шенборн-Візентайд (нім. Friedrich Karl Anton, Graf von Schönborn-Wiesentheid, 14 жовтня 1916 — 15 вересня 1998) — граф  фон Шенборн-Візентайд, син графа Ервайна фон Шенборна-Візентайда та італійської принцеси Ернестіни Руффо.

## Біографія
Карл народився 14 жовтня 1916 року у Вюрцбурзі. Він став другою дитиною та другим сином в родині графа Ервайна фон Шенборна-Візентайда та його дружини Ернестіни Руффо. Німеччина в цей час брала участь у Першій світовій війні, тривала Верденська битва.

Хлопчик мав старшого брата Йоганна Філіпа, а за два роки народився молодший — Рудольф Ервайн. Йоганн Філіпп дожив лише до шести років, й Карл став старшим з дітей.

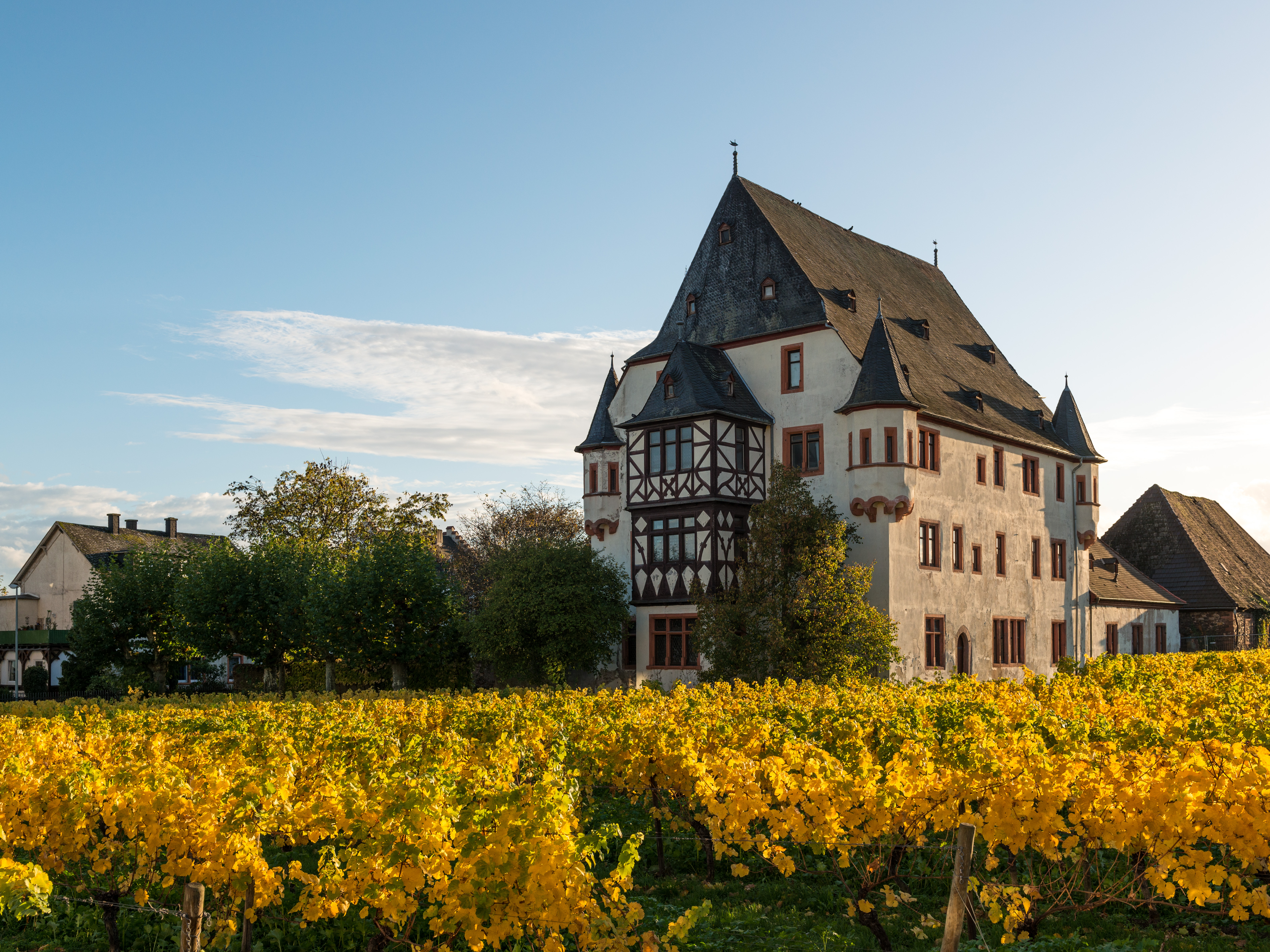
Замок Шенборн у Ґізенхаймі

У віці 36 років він побрався із португальською аристократкою Грасіелою Альварес Перейрою де Мелу, яка була онукою 8-го герцога Кадаваля. Цивільна церемонія пошлюблення пройшла у Сінтрі 21 квітня 1953 року. Вінчання відбулося 14 червня 1953 в Муже. У подружжя народилося четверо дітей. Родині належали замки з виноградниками у Ґізенхаймі та Гаттенхаймі в Райнгау, замки Халлбург та Вайзенштайн в Баварії.
У 1958 Карл започаткував музичний колегіум. Раз на рік молоді музиканти з усієї Європи були запрошені до замку Війзенштайн на чотири тижні для сумісних занять. Заснований фонд забезпечував учасників безкоштовним проживанням, харчуванням та уроками інструментальної музики.
Карл фон Шенборна-Візентайда не стало 15 вересня 1998 року. Він пішов з життя у Візентгайді за два місяці після смерті дружини.

## Цікаві факти
- У віденському палаці Шенборнів від 1917 року розташований австрійський музей етнології.[3]

## Родина
Дружина — Грасіела Алваріш Перейра де Мелу
Дітиː
- Філіп Ервайн  (нар.1954) — граф Шенборн-Візентайд, відмовився від своїх прав у 2004, одружений із Беатрісою де Кастеллане;
- Тереза Елеонора  (нар.1955) — неодружена, керує маєтком дому Кадаваль в Португалії;[2]
- Марія Йоганна Габріела (нар.1958) — дружина графа Йоганна-Фрідріха цу Кастель-Рюденхаузенського, має четверо дітей;
- Пауль Антон (нар.1962) — граф Шенборн-Візентайд, фінансист[4] та винороб, одружений із графинею Доміаною Лователлі, мають шестеро дітей.

## Генеалогія
| Клеменс Август фон Шенборн-Візентайд | Клеменс Август фон Шенборн-Візентайд | Клеменс Август фон Шенборн-Візентайд | Клеменс Август фон Шенборн-Візентайд | Клеменс Август фон Шенборн-Візентайд | Клеменс Август фон Шенборн-Візентайд |                             |                             | Марія Ірене Баттяні         | Марія Ірене Баттяні         | Марія Ірене Баттяні | Марія Ірене Баттяні | Марія Ірене Баттяні          | Марія Ірене Баттяні          |                              |                              | Хлодвіг цу Гогенлое-Шиллінгсфюрст | Хлодвіг цу Гогенлое-Шиллінгсфюрст | Хлодвіг цу Гогенлое-Шиллінгсфюрст | Хлодвіг цу Гогенлое-Шиллінгсфюрст | Хлодвіг цу Гогенлое-Шиллінгсфюрст  | Хлодвіг цу Гогенлое-Шиллінгсфюрст  |                                    |                                    | Марія Зайн-Вітгенштейн-Берлебурзька | Марія Зайн-Вітгенштейн-Берлебурзька | Марія Зайн-Вітгенштейн-Берлебурзька | Марія Зайн-Вітгенштейн-Берлебурзька | Марія Зайн-Вітгенштейн-Берлебурзька | Марія Зайн-Вітгенштейн-Берлебурзька |  |  | Вінченцо Руффо делла Скалетта | Вінченцо Руффо делла Скалетта | Вінченцо Руффо делла Скалетта | Вінченцо Руффо делла Скалетта | Вінченцо Руффо делла Скалетта | Вінченцо Руффо делла Скалетта |                              |                              | Ернестіна Врбна та Фроденталь | Ернестіна Врбна та Фроденталь | Ернестіна Врбна та Фроденталь | Ернестіна Врбна та Фроденталь | Ернестіна Врбна та Фроденталь | Ернестіна Врбна та Фроденталь |                 |                 | Маркантоніо Боргезе | Маркантоніо Боргезе | Маркантоніо Боргезе | Маркантоніо Боргезе | Маркантоніо Боргезе | Маркантоніо Боргезе |                  |                  | Марія Тереза де Ларошфуко | Марія Тереза де Ларошфуко | Марія Тереза де Ларошфуко | Марія Тереза де Ларошфуко | Марія Тереза де Ларошфуко | Марія Тереза де Ларошфуко |  |  |
| Клеменс Август фон Шенборн-Візентайд | Клеменс Август фон Шенборн-Візентайд | Клеменс Август фон Шенборн-Візентайд | Клеменс Август фон Шенборн-Візентайд | Клеменс Август фон Шенборн-Візентайд | Клеменс Август фон Шенборн-Візентайд |                             |                             | Марія Ірене Баттяні         | Марія Ірене Баттяні         | Марія Ірене Баттяні | Марія Ірене Баттяні | Марія Ірене Баттяні          | Марія Ірене Баттяні          |                              |                              | Хлодвіг цу Гогенлое-Шиллінгсфюрст | Хлодвіг цу Гогенлое-Шиллінгсфюрст | Хлодвіг цу Гогенлое-Шиллінгсфюрст | Хлодвіг цу Гогенлое-Шиллінгсфюрст | Хлодвіг цу Гогенлое-Шиллінгсфюрст  | Хлодвіг цу Гогенлое-Шиллінгсфюрст  |                                    |                                    | Марія Зайн-Вітгенштейн-Берлебурзька | Марія Зайн-Вітгенштейн-Берлебурзька | Марія Зайн-Вітгенштейн-Берлебурзька | Марія Зайн-Вітгенштейн-Берлебурзька | Марія Зайн-Вітгенштейн-Берлебурзька | Марія Зайн-Вітгенштейн-Берлебурзька |  |  | Вінченцо Руффо делла Скалетта | Вінченцо Руффо делла Скалетта | Вінченцо Руффо делла Скалетта | Вінченцо Руффо делла Скалетта | Вінченцо Руффо делла Скалетта | Вінченцо Руффо делла Скалетта |                              |                              | Ернестіна Врбна та Фроденталь | Ернестіна Врбна та Фроденталь | Ернестіна Врбна та Фроденталь | Ернестіна Врбна та Фроденталь | Ернестіна Врбна та Фроденталь | Ернестіна Врбна та Фроденталь |                 |                 | Маркантоніо Боргезе | Маркантоніо Боргезе | Маркантоніо Боргезе | Маркантоніо Боргезе | Маркантоніо Боргезе | Маркантоніо Боргезе |                  |                  | Марія Тереза де Ларошфуко | Марія Тереза де Ларошфуко | Марія Тереза де Ларошфуко | Марія Тереза де Ларошфуко | Марія Тереза де Ларошфуко | Марія Тереза де Ларошфуко |  |  |
|                                      |                                      |                                      |                                      |                                      |                                      |                             |                             |                             |                             |                     |                     |                              |                              |                              |                              |                                   |                                   |                                   |                                   |                                    |                                    |                                    |                                    |                                     |                                     |                                     |                                     |                                     |                                     |  |  |                               |                               |                               |                               |                               |                               |                              |                              |                               |                               |                               |                               |                               |                               |                 |                 |                     |                     |                     |                     |                     |                     |                  |                  |                           |                           |                           |                           |                           |                           |  |  |
|                                      |                                      |                                      |                                      | Артур фон Шенборн-Візентайд          | Артур фон Шенборн-Візентайд          | Артур фон Шенборн-Візентайд | Артур фон Шенборн-Візентайд | Артур фон Шенборн-Візентайд | Артур фон Шенборн-Візентайд |                     |                     |                              |                              |                              |                              |                                   |                                   |                                   |                                   | Стефанія цу Гогенлое-Шиллінгсфюрст | Стефанія цу Гогенлое-Шиллінгсфюрст | Стефанія цу Гогенлое-Шиллінгсфюрст | Стефанія цу Гогенлое-Шиллінгсфюрст | Стефанія цу Гогенлое-Шиллінгсфюрст  | Стефанія цу Гогенлое-Шиллінгсфюрст  |                                     |                                     |                                     |                                     |  |  |                               |                               |                               |                               | Антоніо Руффо делла Скалетта  | Антоніо Руффо делла Скалетта  | Антоніо Руффо делла Скалетта | Антоніо Руффо делла Скалетта | Антоніо Руффо делла Скалетта  | Антоніо Руффо делла Скалетта  |                               |                               |                               |                               |                 |                 |                     |                     |                     |                     | Людовіка Боргезе    | Людовіка Боргезе    | Людовіка Боргезе | Людовіка Боргезе | Людовіка Боргезе          | Людовіка Боргезе          |                           |                           |                           |                           |  |  |
|                                      |                                      |                                      |                                      | Артур фон Шенборн-Візентайд          | Артур фон Шенборн-Візентайд          | Артур фон Шенборн-Візентайд | Артур фон Шенборн-Візентайд | Артур фон Шенборн-Візентайд | Артур фон Шенборн-Візентайд |                     |                     |                              |                              |                              |                              |                                   |                                   |                                   |                                   | Стефанія цу Гогенлое-Шиллінгсфюрст | Стефанія цу Гогенлое-Шиллінгсфюрст | Стефанія цу Гогенлое-Шиллінгсфюрст | Стефанія цу Гогенлое-Шиллінгсфюрст | Стефанія цу Гогенлое-Шиллінгсфюрст  | Стефанія цу Гогенлое-Шиллінгсфюрст  |                                     |                                     |                                     |                                     |  |  |                               |                               |                               |                               | Антоніо Руффо делла Скалетта  | Антоніо Руффо делла Скалетта  | Антоніо Руффо делла Скалетта | Антоніо Руффо делла Скалетта | Антоніо Руффо делла Скалетта  | Антоніо Руффо делла Скалетта  |                               |                               |                               |                               |                 |                 |                     |                     |                     |                     | Людовіка Боргезе    | Людовіка Боргезе    | Людовіка Боргезе | Людовіка Боргезе | Людовіка Боргезе          | Людовіка Боргезе          |                           |                           |                           |                           |  |  |
|                                      |                                      |                                      |                                      |                                      |                                      |                             |                             |                             |                             |                     |                     |                              |                              |                              |                              |                                   |                                   |                                   |                                   |                                    |                                    |                                    |                                    |                                     |                                     |                                     |                                     |                                     |                                     |  |  |                               |                               |                               |                               |                               |                               |                              |                              |                               |                               |                               |                               |                               |                               |                 |                 |                     |                     |                     |                     |                     |                     |                  |                  |                           |                           |                           |                           |                           |                           |  |  |
|                                      |                                      |                                      |                                      |                                      |                                      |                             |                             |                             |                             |                     |                     | Ервайн фон Шенборн-Візентайд | Ервайн фон Шенборн-Візентайд | Ервайн фон Шенборн-Візентайд | Ервайн фон Шенборн-Візентайд | Ервайн фон Шенборн-Візентайд      | Ервайн фон Шенборн-Візентайд      |                                   |                                   |                                    |                                    |                                    |                                    |                                     |                                     |                                     |                                     |                                     |                                     |  |  |                               |                               |                               |                               |                               |                               |                              |                              |                               |                               |                               |                               | Ернестіна Руффо               | Ернестіна Руффо               | Ернестіна Руффо | Ернестіна Руффо | Ернестіна Руффо     | Ернестіна Руффо     |                     |                     |                     |                     |                  |                  |                           |                           |                           |                           |                           |                           |  |  |
|                                      |                                      |                                      |                                      |                                      |                                      |                             |                             |                             |                             |                     |                     | Ервайн фон Шенборн-Візентайд | Ервайн фон Шенборн-Візентайд | Ервайн фон Шенборн-Візентайд | Ервайн фон Шенборн-Візентайд | Ервайн фон Шенборн-Візентайд      | Ервайн фон Шенборн-Візентайд      |                                   |                                   |                                    |                                    |                                    |                                    |                                     |                                     |                                     |                                     |                                     |                                     |  |  |                               |                               |                               |                               |                               |                               |                              |                              |                               |                               |                               |                               | Ернестіна Руффо               | Ернестіна Руффо               | Ернестіна Руффо | Ернестіна Руффо | Ернестіна Руффо     | Ернестіна Руффо     |                     |                     |                     |                     |                  |                  |                           |                           |                           |                           |                           |                           |  |  |
|                                      |                                      |                                      |                                      |                                      |                                      |                             |                             |                             |                             |                     |                     |                              |                              |                              |                              |                                   |                                   |                                   |                                   |                                    |                                    |                                    |                                    |                                     |                                     |                                     |                                     |                                     |                                     |  |  |                               |                               |                               |                               |                               |                               |                              |                              |                               |                               |                               |                               |                               |                               |                 |                 |                     |                     |                     |                     |                     |                     |                  |                  |                           |                           |                           |                           |                           |                           |  |  |
|                                      |                                      |                                      |                                      |                                      |                                      |                             |                             |                             |                             |                     |                     |                              |                              |                              |                              |                                   |                                   |                                   |                                   |                                    |                                    |                                    |                                    |                                     |                                     |                                     |                                     | Карл                                |                                     |  |  |                               |                               |                               |                               |                               |                               |                              |                              |                               |                               |                               |                               |                               |                               |                 |                 |                     |                     |                     |                     |                     |                     |                  |                  |                           |                           |                           |                           |                           |                           |  |  |